# Stjepan Jerković
Stjepan Jerković (Ljepunice, 22. listopada 1955. - Čakovec, 29. rujna 2023.) bio je hrvatski kipar i konzervator restaurator.
Diplomirao je kiparstvo na sarajevskoj Akademiji likovnih umjetnosti 1983. godine u klasi profesora Alije Kučukalića. Od iste godine bio je član HDLU-a.
Nakon studija radio je kao vanjski suradnik, zatim i stalni zaposlenik u Hrvatskom restauratorskom zavodu na Odjelu za kiparstvo do konca 1984. kada prelazi na radno mjesto direktora u Dvoru Trakošćan. Tijekom mandata naručuje od Hrvatskog restauratorskog zavoda (HRZ) izradu projektne i izvedbene dokumentacije za građevinsku i statičku sanaciju II. kata jugozapadnog dijela Dvora Trakošćan i gospodarskih zgrada podno dvorca te projekt električne i gromobranske instalacije. Inicira i zapošljava prvog kustosa povjesničara umjetnosti prof. Zdenka Baloga.
Koncem 1986. zaposlio se u KPD Lepoglava na mjestu stručnog suradnika slobodnih aktivnosti. S direktorom KPD-a i Ministarstvom pravosuđa radio je na tome da se lepoglavski pavlinski samostan iz vlasništvu KPD-a Lepoglava vrati crkvi. Sudjelovao je na Kongresu Likovne pedagogije i kulture 1988. u Zagrebu s referatom na temu „Kreativna aktivnost slobodnog vremena i rezultati“.
Od 1993. bio je zaposlen kao restaurator u Muzeju Međimurja Čakovec gdje je do 2015. radio na očuvanju različite pokretne muzejske građe iz arheološkog, etnografskog, kulturno-povijesnog odjela i likovne galerije te 1999. stekao stručno zvanje višeg restauratora. 
Zvanje konzervator-restaurator savjetnik stekao je 2007. za područje zidnog slikarstva, štuka, kamene plastike, arheološke keramike i namještaja.
Kao vanjski suradnik HRZ-a do konca 1980.-tih obnavljao je kiparsku i arhitektonsku plastiku na nepokretnim spomenicima kulture diljem Hrvatske od Dubrovnika (Knežev dvor, samostan i crkva u Rožatu), preko Zagreba i okolice (Medvedgrad, Povijesni muzej Hrvatske, Nacionalna i sveučilišna knjižnica, Kazalište Gavella, Župna crkva u Petrovini, Crkva Sv. Marije Magdalene u Selima) sve do Varaždina (Kazalište August Cesarec, crkva Sv. Florijana, Stari grad).  Na preporuku HRZ-a od 1990. do 1993. samostalno je vodio restauratorske radove na obnovi glavnog oltara crkve Sv. Marije Snježne u Kutini (suradnici: akademski slikari Jelena Perić, Anto Jerković i Josip Jerković).
Radni vijek gotovo do posljednjih dana proveo je obnavljajući vrijednu arhitektonsku i javnu plastiku s liste zaštićene spomeničke baštine ponajviše na području sjeverozapadne Hrvatske.
Franjevački samostan u Vukovaru dodijelio mu je 2013. Priznanje za izniman doprinos uspješnoj obnovi Crkve Sv. Filipa i Jakova.
Izbor iz popisa izvedenih radova 1990. – 2022.:
Kloštar Podravski- skulpturalna kompozicija Sv. Obitelju
Koprivnica- šest zavjetnih pilova na centralnom trgu
Klenovnik- pil Sv.Ivana Nepomuka
Varaždin- Palača Patačić, Gradska vijećnica, Biskupska rezidencija, Katedrala, Franjevačka crkva, Uršulinska crkva
Čakovec-Pil Sv. Jeronima, Franjevački samostan i Crkva Sv. Nikole, spomenik Banu Nikoli Zrinskom, Pučko otvoreno učilište
Pribislavec- Kula dvorca Feštetić
Kotoriba- Kužni pil
Nedelišće- pil BDM Bezgrešno začeće, Župna Crkva Presvetog Trojstva

## Izložbe i djela
Svoje radove izlagao je na šezdesetak skupnih izložbi u Hrvatskoj i inozemstvu. Samostalno je izlagao pet puta (1988. Varaždin, Likovni salon „Vama“, 1989. Beograd, Galerija Doma JNA, Kutina, Galerija Muzeja Moslavine, 2003. Čakovec, Muzej Međimurja Čakovec, 2007. Čakovec, Centar za kulturu). Dobitnik je otkupne nagrade za skulpturu 1995. na Međunarodnoj izložbi Panonnia’95 u Sombathely-u (Mađarska), Izvedbene nagrade za skulptorsko rješenje fontane u Perivoju Zrinskih 1996. u Čakovcu, Izvedbene nagrade za idejno rješenje fontane na Trgu E. Kvaternika 2002. u Čakovcu (nerealizirano), Izvedbene nagrade za spomen obilježje poginulim hrvatskim braniteljima 2003. u Nedelišću. Njegova skulptura postavljena je ispred tvrtke Zagorje-tehnobeton u Varaždinu.  Djela mu se nalaze u Muzeju Međimurja Čakovec, Župnom uredu Sv. Antuna Padovanskog i Elektri u Čakovcu, Gradskom muzeju Varaždin, te u privatnim zbirkama.
U razdoblju od 1987. do 1995. bio je predsjednik Društva likovnih umjetnika sjeverozapadne Hrvatske, a nakon njegovog raspada inicirao je i uz podršku kolega osnovao Hrvatsko društvo likovnih umjetnika Međimurja, u kojemu je djelovao kao tajnik od 2000. do 2005. U Čakovcu je 2002. organizirao Okrugli stol Hrvatskih društava likovnih umjetnika iz Zagreba, Pule, Rijeke, Zadra, Splita, Dubrovnika i Osijeka na temu: Relevantne galerije u RH. Tada je bila pokrenuta i razmjena izložaba HDLU Međimurja s likovnim udrugama u Puli, Rijeci i Zadru.